# Радомира
Радомира е българско женско лично име от славянски произход. Производно е от мъжкото име Радомир, което от своя страна, произлиза от по-старинното Радомер, т.е. който се радва на света (мира).